# تمارا (شركة)
تمارا شركة تقنية مالية سعودية تعمل في مجال التسوق والمدفوعات والخدمات المصرفية في السعودية ومنطقة الخليج العربي، تقدم الشركة خدمة «اشتر الآن وادفع لاحقاً»، وتأسست عام 2020م على يد الشريك المؤسس والرئيس التنفيذي لها عبد المجيد الصيخان.
وتعد شركة تمارا أول شركة سعودية مليارية ناشئة بعد إغلاق جولة تمويلية للأسهم بقيمة 1.3 مليار ريال سعودي في ديسمبر 2023م.

## تاريخ الشركة
- انطلقت شركة تمارا في أواخر سبتمبر 2020م من قبل رواد الأعمال السعوديين: عبد المجيد الصيخان وتركي بن زرعه وعبد المحسن البابطين، وتُعد تمارا أول شركة تقنية مالية ناشئة في مجال "اشتر الآن وادفع لاحقاً".[5]
- في يناير 2021م أعلنت الشركة عن إغلاق جولة استثمارية في مرحلة (Seed) بقيمة 22.5 مليون ريال سعودي (6 ملايين دولار) بقيادة صندوق Impact46 للاستثمار الجريء.[6]
- في أبريل 2021م أعلنت الشركة إغلاق جولة تمويلية تعد الأكبر ضمن مرحلة Series A في السعودية والشرق الأوسط بقيمة 412 مليون ريال سعودي (110 ملايين دولار) بقيادة شركة Checkout.com على شكل تمويل رأس مال جريء وتمويل دين.[7]
- في أغسطس 2022 أعنت الشركة عن إغلاق جولة تمويلية من السلسلة "ب" بقيمة 100 مليون دولار بقيادة شركة سنابل للاستثمار، المملوكة بالكامل لصندوق الاستثمارات العامة، وشارك في الجولة شركة كوتو وشروق بارتنرز وإنديفور كاتاليست كمستثمرين جدد بجانب مشاركة المستثمر الحالي شركة "شيك أوت.كوم".[5][8]
- في مارس 2023م أعلنت الشركة عن حصولها على تمويل بالدين بقيمة تصل إلى 563 مليون ريال من بنك جولدمان ساكس.[9] وذكر بيان الشركة أنها استطاعت جذب أكثر من 6 ملايين عميل في سوقها الرئيسي في السعودية وعبر السوق الخليجي في الإمارات والكويت والبحرين، كما مكّنت أكثر من 15,000 تاجر في مجالي الخدمات والتجزئة على استقطاب عملاء جدد وزيادة مبيعاتهم.[10]
- في يوليو 2023م أعلن البنك المركزي السعودي "ساما" عن التصريح لشركة نخلة لتقنية نظم المعلومات "تمارا" لممارسة نشاط الدفع الآجل في السعودية.[11]
- في 16 ديسمبر 2023م أعلنت الشركة عن إلغاء فرض رسوم التأخير على خدماتها اعتباراً من 16 ديسمبر 2023.[12]
- في 18 ديسمبر 2023م أعلن عن حصول الشركة على تمويل قدره 340 مليون دولار "1.27 مليار ريال" في جولة "Series C" رفعت تقييم الشركة إلى مليار دولار "3.75 مليار ريال" لتتحول معها إلى يونيكورن. وكانت الجولة بقيادة شركة سنابل للاستثمار المملوكة لصندوق الاستثمارات العامة، وشركة الأهلي المالية، وبمشاركة شروق بارتنرز وPinnacle Capital، إضافة إلى Impulse وعدد من المستثمرين.[2]